# Johann Adam Hartmann

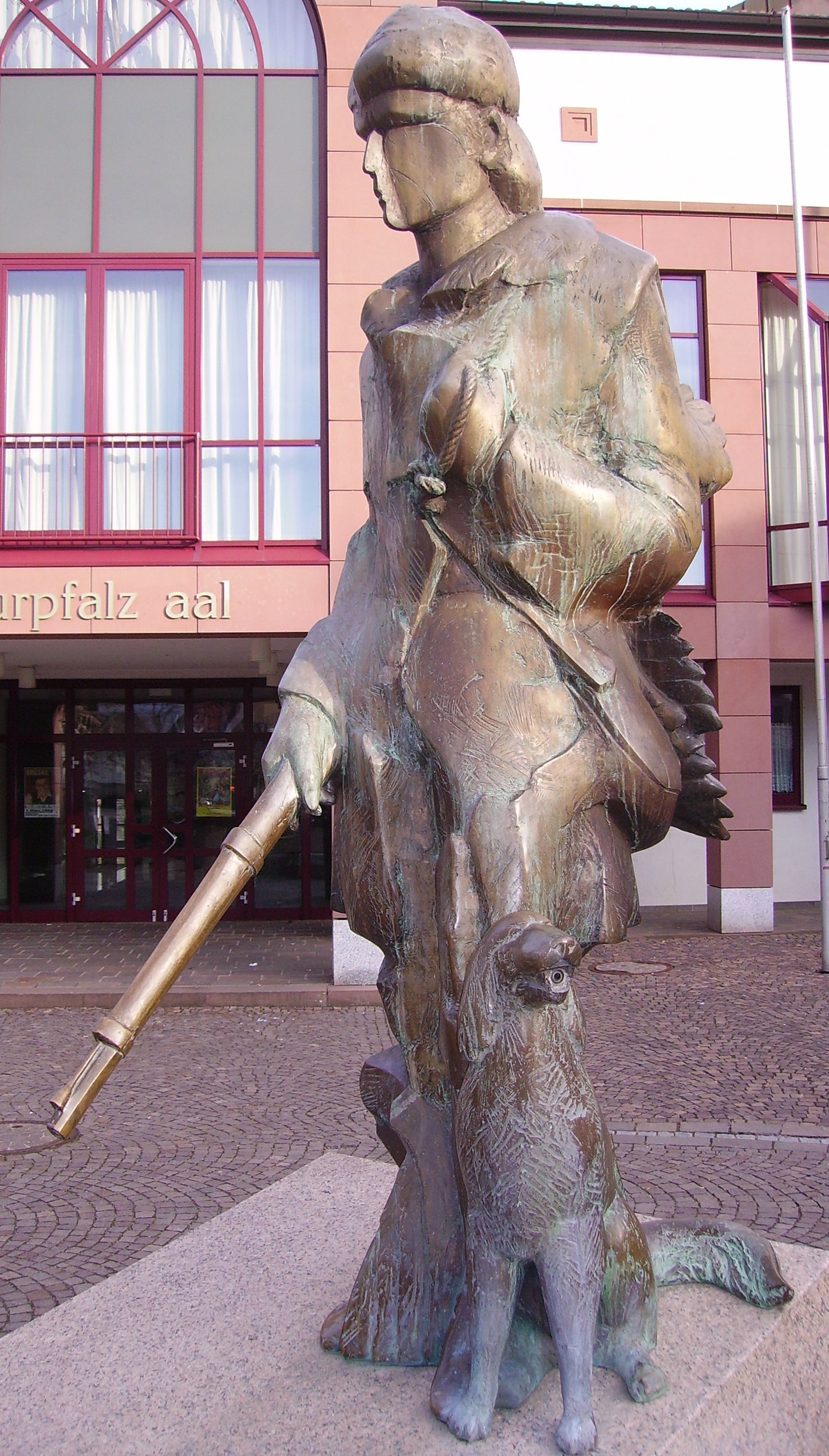
Der Lederstrumpfbrunnen (1987) zur Erinnerung an Johann Adam Hartmann in Edenkoben, Pfalz

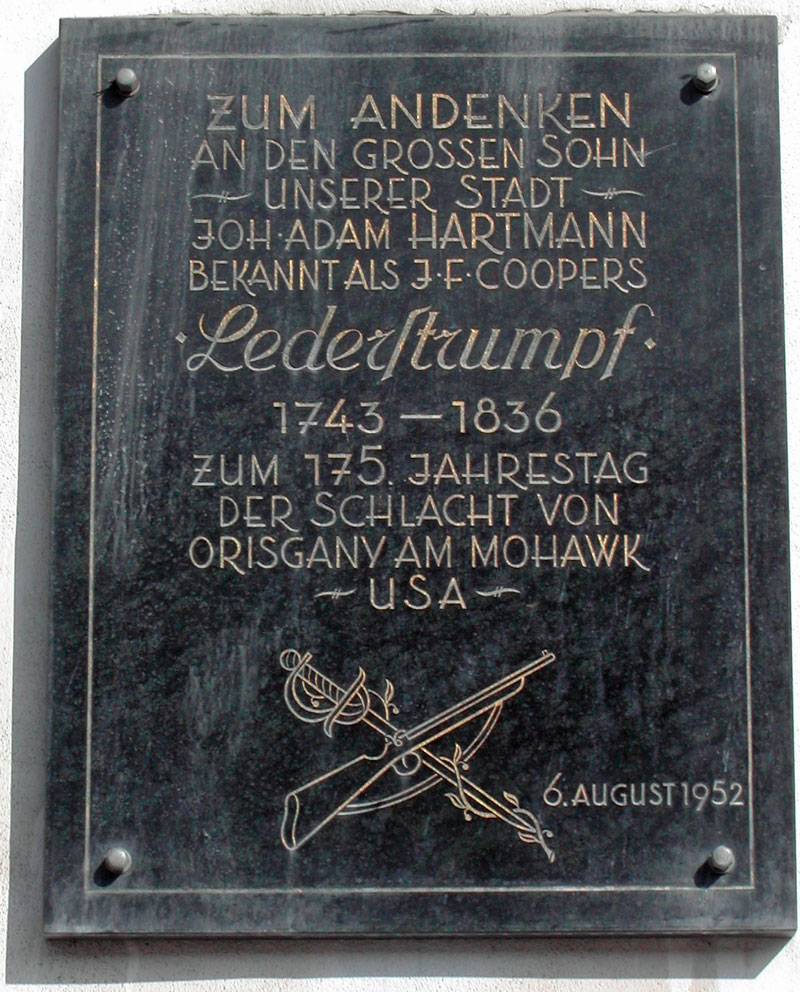
Lederstrumpf-Gedenktafel (1952) mit falschem Geburtsjahr 1743 in Edenkoben, Pfalz

Johann Adam Hartmann (* 1748 in Edenkoben, Pfalz; † 5. April 1836 in Herkimer County, New York) war ein Trapper in Nordamerika. Er gilt als eines der Vorbilder für die Romanfigur Lederstrumpf des amerikanischen Schriftstellers James Fenimore Cooper (1789–1851).

## Leben
Johann Adam Hartmann wanderte mit 16 Jahren aus der Pfalz nach Amerika aus. Am 10. November 1764 ging er als Hans Adam Hartmann in Philadelphia von Bord des Einwandererschiffes Boston aus Rotterdam. Er wurde ein bekannter Jäger und Fallensteller am Mohawk River und erlernte von den einheimischen Indianern Jagd- und Überlebenstechniken in der Wildnis. Hartmann kämpfte von 1775 bis 1783 im Amerikanischen Unabhängigkeitskrieg, wobei er vor allem die von ihm erlernte Pfadfinderkunst zum Vorteil im Kampf gegen die britische Kolonialmacht eingesetzt haben soll. Hartmann nahm unter anderem 1777 an den Kämpfen am Mohawk teil. Er verstarb im Alter von 88 Jahren im April 1836 verarmt in Herkimer County bei New York.
Zur Zeit von Hartmanns Tod waren die Indianer bereits weitgehend aus dem Gebiet am Mohawk vertrieben, und die Fallenstellerei in der nun nach europäischen Gesichtspunkten organisierten Natur konnte im Bundesstaat New York kein Einkommen mehr bringen.
James Fenimore Cooper lebte ebenfalls im Bundesstaat New York und idealisierte in seinen Romanen die alte Lebensart der Pioniere im Kampf gegen Natur, Indianer und britische Kolonialmacht. Seine geographische Nachbarschaft zu Hartmann führte in einem deutschen Artikel von 1934 zur Vermutung, dass Hartmanns Lebensgeschichte als Vorlage zu den Romanfiguren Coopers gedient haben könnte. Cooper war zudem in die Pfalz gereist und hatte einige Zeit in der Nähe von Edenkoben, der ursprünglichen Heimat Hartmanns, verbracht.
In Edenkoben erinnern heute eine Gedenktafel von 1952 und der Lederstrumpfbrunnen des Bildhauers Gernot Rumpf von 1987 an Hartmann.